# کاوه موسوی
کاوه موسوی حقوقدان ایرانی انگلیسی است. او که مشاور عالی حقوقی و دادستانی شورای مدیریت گذار است در آکسفورد انگلستان زندگی می‌کند. موسوی از اعضای فعال شاخه آکسفورد عفو بین‌الملل و عضو پیوسته مرکز مطالعات اجتماعی حقوقی دانشگاه آکسفورد و رئیس سابق برنامه حقوق مدنی این دانشگاه است
وی در دهه ۱۹۸۰ در رقابتی برای کسب قرارداد ارتقای سامانه کنترل ترافیک هوایی مکزیک، آی‌بی‌ام را نمایندگی می‌کرد. او همزمان با حزب حاکم انقلابی نهادی مذاکره می‌کرد. افرادی نزدیک به حزب به او گفتند لازم است ۱ میلیون دلار به خیریه مرتبط با آن کمک کند که او سرباز زد و آی‌بی‌ام قرارداد را باخت. موسوی برخلاف قاعدهٔ چنین قراردادهای تجاری، این مسئله را علنی کرد و فایننشل تایمز به این موضوع پرداخت. شهادت موسوی به کنگره آمریکا ارائه شد. دولت مکزیک موسوی را تهدید کرد در صورت پا گذاشتن به این کشور او را به زندان می‌اندازد. موسوی بدین ترتیب در افول این حزب و سقوط متعاقب آن از قدرت، پس از دهه‌ها حکومت در مکزیک نقش داشت.
موسوی در ادامه فعالیت کاری خود در میانهٔ دهه ۱۹۹۰ پیشنهادی به ویتول ارائه داد. کشورهای تازه استقلال یافتهٔ آسیای میانه در تقلا برای یافتن راهی برای صادرات نفت خود بدون گذر از روسیه بودند. موسوی سعی کرد ببیند ایران قبول می‌کند نفت را به سوی جنوب عبور بدهد. پس از این که او ارتباطاتی با ایران برقرار کرد، ویتول او را کنار گذاشت و مستقیماً با دولت ایران معامله کرد. او در سال ۲۰۰۱ بابت نقض قرارداد از ویتول شکایت کرد. ویتول اتهامات را رد کرد و گفت موسوی حقی بابت جبران خسارت ندارد. رابین کوک وزیر امور خارجه وقت بریتانیا با کمک به موسوی در نامه‌ای به مقامات برمودا خواستار ارائه اطلاعات در مورد شرکتی شد که موسوی و ویتول برای معامله با ایران تأسیس کرده بودند. نهایتاً این پرونده ضربه بزرگی به موسوی زد؛ چرا که او در ارائه شواهد ناکام ماند و ویتول موفق شد او را مجبور کند که بخشی از هزینه‌های حقوقیش را بپردازد. با افزوده‌شدن هزینه‌ها موسوی به پرونده پایان داد. صدها هزار پوند قرض به ویتول او را به ورشکستگی کشاند؛ ولی ویتول قبول نمی‌کرد که موسوی واقعاً ورشکسته است. وکلای ویتول دادگاه‌ها را متقاعد کردند کامپیوترهای او ضبط شوند تا سیاههٔ فعالیت‌های او بررسی شود. از آن‌جا که موسوی فعال حقوق بشر است و فایل‌های او حاوی اسامی مخالفان حکومت ایران بود او نمی‌خواست این اطلاعات به دست حکومت ایران برسد. او به دلیل عدم تمکین از دستور دادگاه محکوم شد. استادان آکسفورد و رئیس وقت کمیتهٔ حقوق بشر کانون وکلا در نامه‌هایی به قاضی از موسوی دفاع کردند ولی او نهایتاً به هشت ماه زندان محکوم شد که آن را سپری کرد.

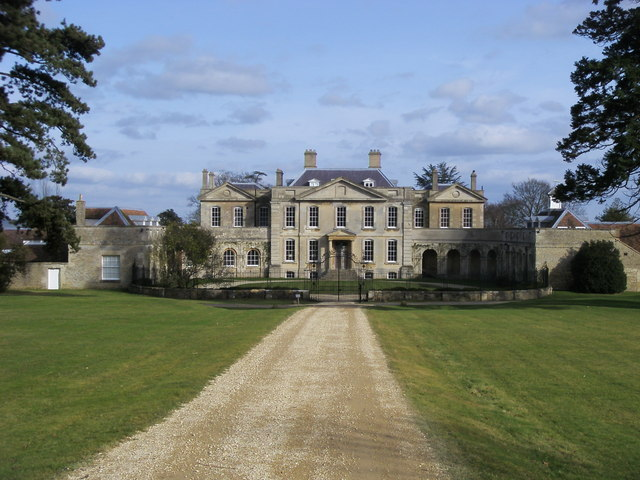
وودپری هاوس، خانه سابق موسوی که آن را به مبلغ ۱۰ میلیون پوند فروخت.

موسوی در سال ۲۰۰۹ به عنوان کارشناس به استخدام تیم حقوقی استفان هاشمی درآمد که در دادگاه کانادا از دولت ایران بابت کشته شدن مادرش زهرا کاظمی شکایت کرده بود.
در سال ۲۰۱۱ که مهدی هاشمی رفسنجانی پسر رئیس‌جمهور سابق ایران در دانشگاه آکسفورد مشغول تحصیل بود، موسوی در شکایتی مدارک تحصیلی و سطح زبان مورد نیاز او برای پذیرش در این دانشگاه را زیر سؤال برد. دانشگاه در پاسخ گفت با بررسی این شکایت دلیلی برای اقدام علیه این دانشجو نیافته‌است. موسوی پاسخ دانشگاه را شرم‌آور دانست.
موسوی مالک شرکت ضد پولشویی برادشیت ال‌ال‌سی (به انگلیسی: Broadsheet LLC) است. پاکستان این شرکت را برای ردیابی پول‌های مقامات سابق فاسد این کشور استخدام کرد. قرار بود این شرکت در صورت یافتن این پول‌ها، ۲۵٪ حق کمیسیون دریافت کند. این شرکت در سال ۲۰۱۹ یک میلیارد دلار پول متعلق به نواز شریف نخست‌وزیر سابق پاکستان که در سنگاپور پنهان شده بود را پیدا کرد. این شرکت پاکستان را متهم به تلاش علیه خود برای تصاحب بخشی از آن پول کرد.